# La Voltige
Pour les articles homonymes, voir Voltige.
Pour plus de détails, voir Fiche technique et Distribution.
La Voltige est un film français réalisé par Louis Lumière, sorti en 1895.
Cette « vue animée », ainsi que les frères Lumière nomment leurs bobineaux, fait partie des 10 films montrés au Salon indien du Grand Café de Paris à partir du 28 décembre 1895. Ce film est dans la tradition du comique troupier.

## Synopsis
Un cavalier militaire tente vainement de monter en selle.

## Fiche technique
- Titre : La Voltige
- Réalisation : Louis Lumière
- Production : Société Lumière
- Photographie : Louis Lumière
- Durée : 46 secondes
- Format : 35 mm à double rangées de perforations rondes Lumière par photogramme, noir et blanc
- Pays :  France